# Croissanville
Croissanville est une ancienne commune française, située dans le département du Calvados en région Normandie
Croissanville est peuplée de 528 habitants.
Le 1er janvier 2017, elle prend le statut administratif de commune déléguée au sein de la nouvelle commune de Mézidon Vallée d'Auge de statut administratif commune nouvelle.

## Géographie

### Localisation
La commune est aux confins du pays d'Auge et de la plaine de Caen. Son bourg est à 6,5 km au nord de Mézidon-Canon, à 11 km au sud-est de Troarn, à 22 km à l'est de Caen et à 26 km à l'ouest de Lisieux.
Croissanville est située sur la départementale 613 (ancienne route nationale 13) dans la vallée du Laizon.
Le point culminant (57 m) se situe en limite sud-ouest, à flanc d'une colline qui atteint la cote de 64 m sur la commune d'Airan voisine. Le point le plus bas (12 m) correspond à la sortie du Laizon du territoire, au nord.
| Airan | Cléville                | Méry-Corbon     |
| Airan | Croissanville           | Bissières       |
| Airan | Cesny-aux-Vignes, Ouézy | Magny-le-Freule |

## Toponymie
Le nom de la localité est attesté sous la forme latinisée Crescentivilla en 1082.
Il s'agit d'une formation toponymique médiévale en -ville au sens ancien de « domaine rural », sans doute précédée d'un anthroponyme selon le cas général.
Le premier élément est apparent et la plupart des auteurs identifient le nom de personne Cressent ou Croissant,, que certains d'entre-eux latinisent. Ce nom de personne est encore fréquent comme nom de famille et on l'identifie également dans Cressenville (Eure, Cressens villa XIIIe siècle). La forme occidentale Cressent a été refaite en Croissant selon la phonétique francienne, contrairement à son homonyme Cressenville pourtant situé aux confins de la Normandie, non loin de l'Île-de-France et de la Picardie, régions où la forme croissant est la règle.
À la suite de François de Beaurepaire qui l'évoque pour Cressenville, René Lepelley n'exclut pas l'hypothèse du participe passé croissant, indiquant un site en expansion.
Le gentilé est Croissanvillais.

## Histoire
Le 13 juillet 945, Richard Ier, duc de Normandie avec l'aide des Normands du roi du Danemark Harald à la Dent Bleue débarqué dans l'estuaire de la Dives, y bat Louis IV d'Outremer et ce dernier y est fait prisonnier. Mais selon Dudon de Saint-Quentin, la bataille a eu lieu au gué de la Dives (là où passe la route RN13) et donc à la limite de la commune de Méry-Corbon.
Le 28 février 1352 Jean de Pont-Audemer, seigneur de Croissanville, obtient une bulle d'autorisation du pape Clément VI pour la fondation d'une collégiale à Croissanville. L'installation de celle-ci a lieu en 1354 et en 1355 l'évêque de Bayeux ratifie la bulle.
Le 1er janvier 2017, Croissanville intègre avec treize autres communes la commune de Mézidon Vallée d'Auge créée sous le régime juridique des communes nouvelles instauré par la loi no 2010-1563 du 16 décembre 2010 de réforme des collectivités territoriales. Les communes des Authieux-Papion, de Coupesarte, de Crèvecœur-en-Auge, de Croissanville, de Grandchamp-le-Château, de Lécaude, de Magny-la-Campagne, de Magny-le-Freule, du Mesnil-Mauger, de Mézidon-Canon, de Monteille, de Percy-en-Auge, de Saint-Julien-le-Faucon et de Vieux-Fumé deviennent des communes déléguées et Mézidon-Canon est le chef-lieu de la commune nouvelle.

## Politique et administration

### Liste des maires
| Période                                  | Période       | Identité               | Étiquette | Qualité                          |
| ---------------------------------------- | ------------- | ---------------------- | --------- | -------------------------------- |
| Les données manquantes sont à compléter. |               |                        |           |                                  |
| 1953                                     | 1971          | P. Buffet              |           |                                  |
| 1971                                     | 1989          | R. Langlois            |           |                                  |
| 1989                                     | 1996          | Jean-Luc Lécuyer       |           |                                  |
| novembre 1996                            | juillet 2011  | Guy Lebredonchel       |           | Conseiller municipal depuis 1989 |
| septembre 2011                           | décembre 2016 | Jean-Claude Beauvisage | SE        | Retraité                         |

Le conseil municipal était composé de onze membres dont le maire et trois adjoints.

### Liste des maires de la commune déléguée
| Période      | Période  | Identité               | Étiquette | Qualité                 |
| ------------ | -------- | ---------------------- | --------- | ----------------------- |
| janvier 2017 | mai 2020 | Jean-Claude Beauvisage | SE        | Retraité                |
| mai 2020     | En cours | Émilie Le Blond        | SE        | Responsable RH en Ehpad |

## Population et société

### Démographie
L'évolution du nombre d'habitants est connue à travers les recensements de la population effectués dans la commune depuis 1793. À partir du 1er janvier 2009, les populations légales des communes sont publiées annuellement dans le cadre d'un recensement qui repose désormais sur une collecte d'information annuelle, concernant successivement tous les territoires communaux au cours d'une période de cinq ans. 
Pour les communes de moins de 10 000 habitants, une enquête de recensement portant sur toute la population est réalisée tous les cinq ans, les populations légales des années intermédiaires étant quant à elles estimées par interpolation ou extrapolation. Pour la commune, le premier recensement exhaustif entrant dans le cadre du nouveau dispositif a été réalisé en 2007,.
En 2021, la commune comptait 528 habitants, en évolution de −0,75 % par rapport à 2015 (Calvados : +1,58 %, France hors Mayotte : +2,49 %).
Croissanville a compté jusqu'à 568 habitants en 1861.
| 1793 | 1800 | 1806 | 1821 | 1831 | 1836 | 1841 | 1846 | 1851 |
| ---- | ---- | ---- | ---- | ---- | ---- | ---- | ---- | ---- |
| 239  | 173  | 235  | 225  | 243  | 300  | 373  | 374  | 349  |

| 1856 | 1861 | 1866 | 1872 | 1876 | 1881 | 1886 | 1891 | 1896 |
| ---- | ---- | ---- | ---- | ---- | ---- | ---- | ---- | ---- |
| 325  | 568  | 511  | 339  | 349  | 303  | 320  | 307  | 293  |

| 1901 | 1906 | 1911 | 1921 | 1926 | 1931 | 1936 | 1946 | 1954 |
| ---- | ---- | ---- | ---- | ---- | ---- | ---- | ---- | ---- |
| 303  | 269  | 247  | 209  | 226  | 237  | 248  | 265  | 279  |

| 1962 | 1968 | 1975 | 1982 | 1990 | 1999 | 2007 | 2012 | 2017 |
| ---- | ---- | ---- | ---- | ---- | ---- | ---- | ---- | ---- |
| 287  | 275  | 283  | 258  | 315  | 333  | 435  | 447  | 538  |

| 2019 | - | - | - | - | - | - | - | - |
| ---- | - | - | - | - | - | - | - | - |
| 530  | - | - | - | - | - | - | - | - |

## Culture locale et patrimoine

### Lieux et monuments

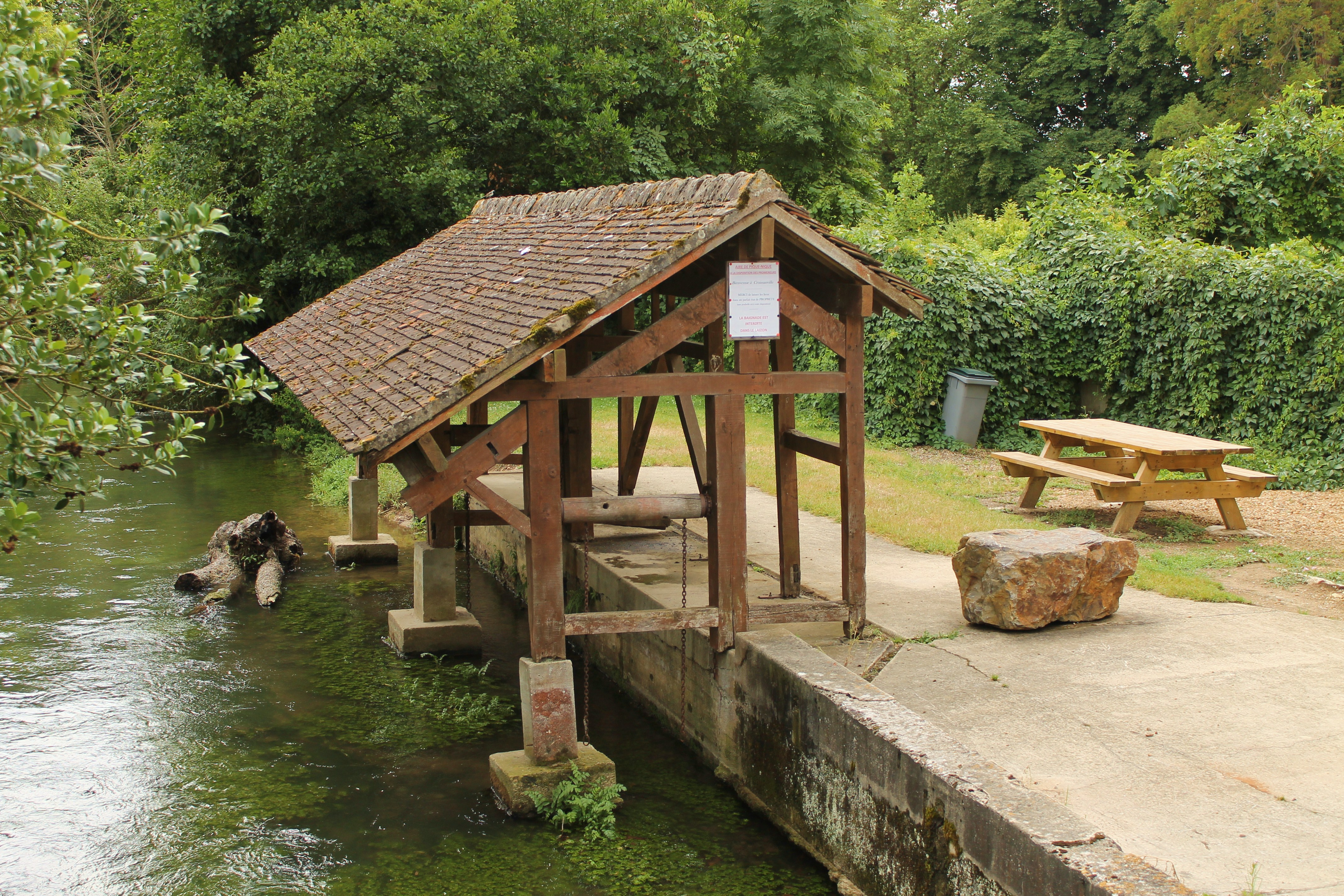
Le lavoir.

- Château de la Chapelle et propriété de Bonnamour (XVIIIe siècle).
- Église Saint-Aubin du XVe siècle. Il est question de la collégiale et de l'église dans La collégiale de Croissanville et ses chanoines in Bulletin de la Société des antiquaires de Normandie, 1909 (T26)[19]. On y apprend entre autres choses que « le petit clocher … qui surmonte la nef [et] que les habitants appellent la tour des moines » était en réalité à l'usage des chanoines.
- Oratoire : statue en bois du XVIIe siècle  provenant de l'ancienne collégiale.
- Lavoir sur le Laizon.

Cartes postales anciennes
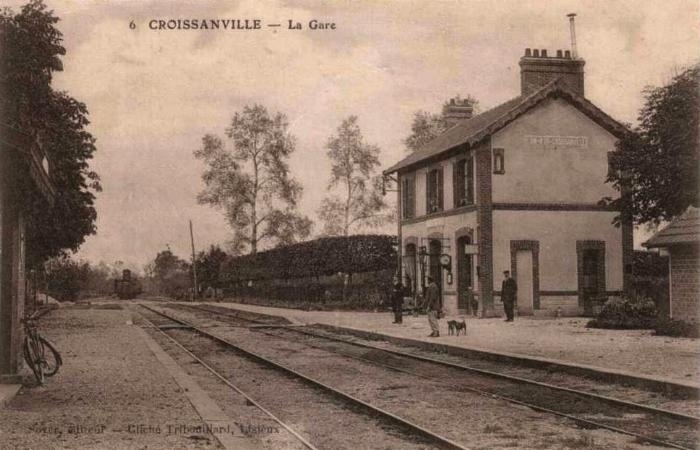
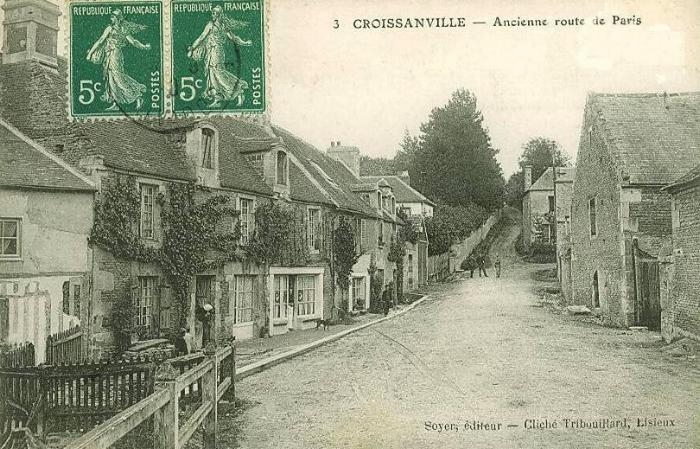
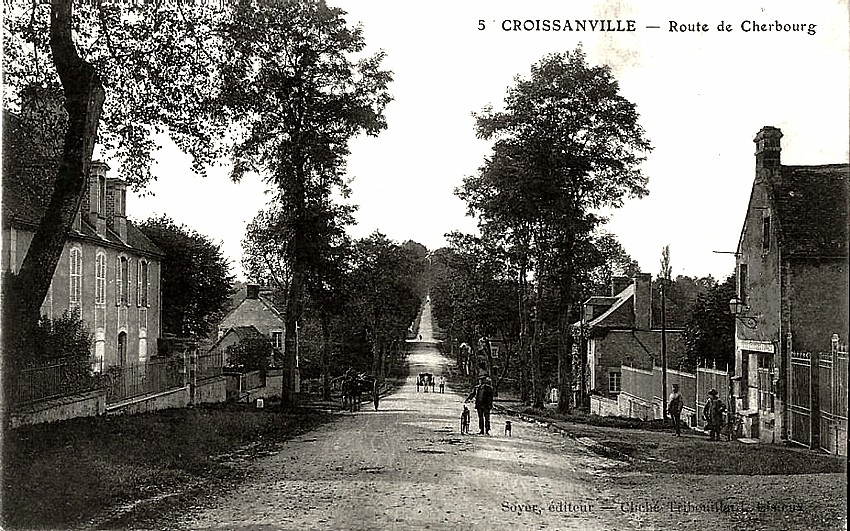
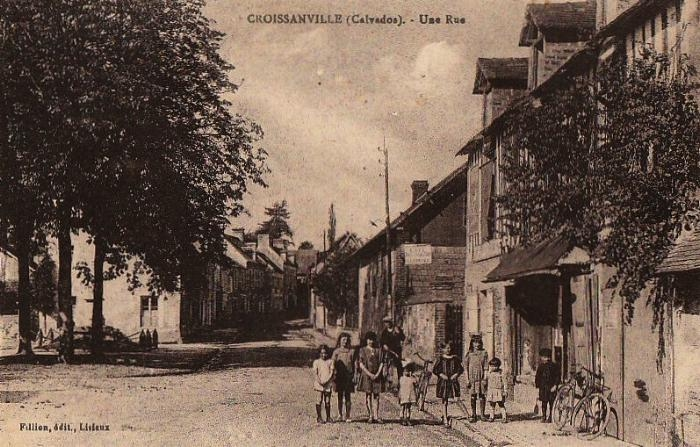
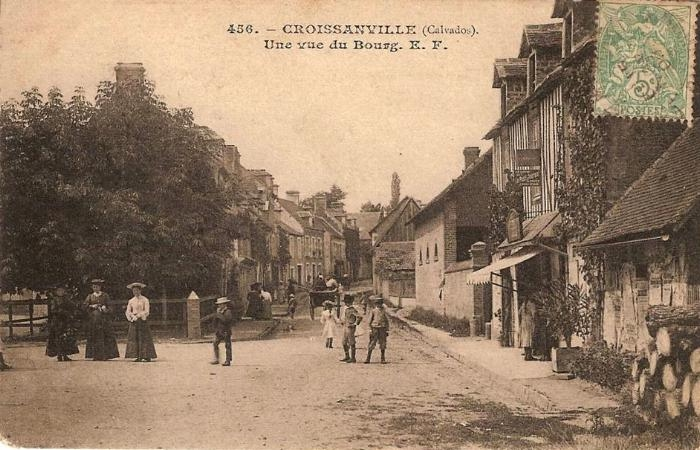
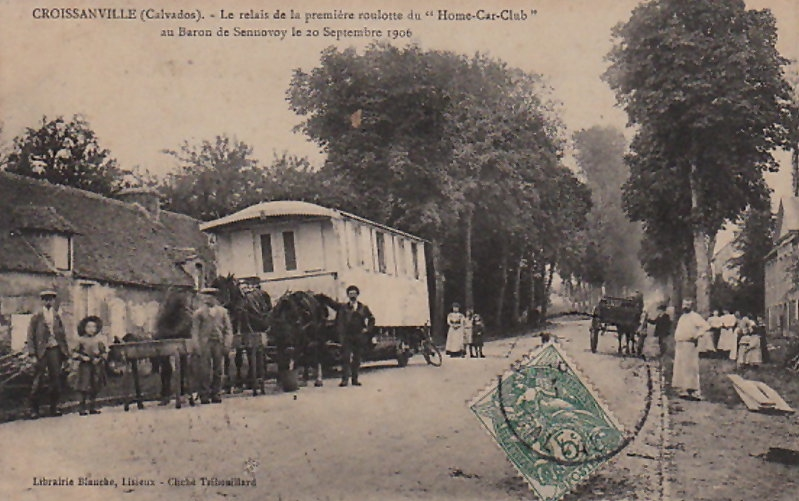
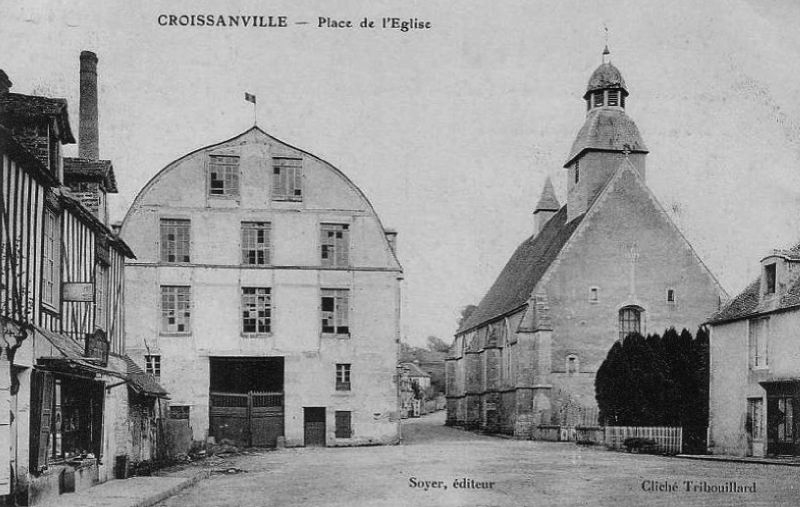

### Personnalités liées à la commune
Gélinotte, jument de course trotteur français, est enterrée au manoir des Étangs.